# Đậu mười

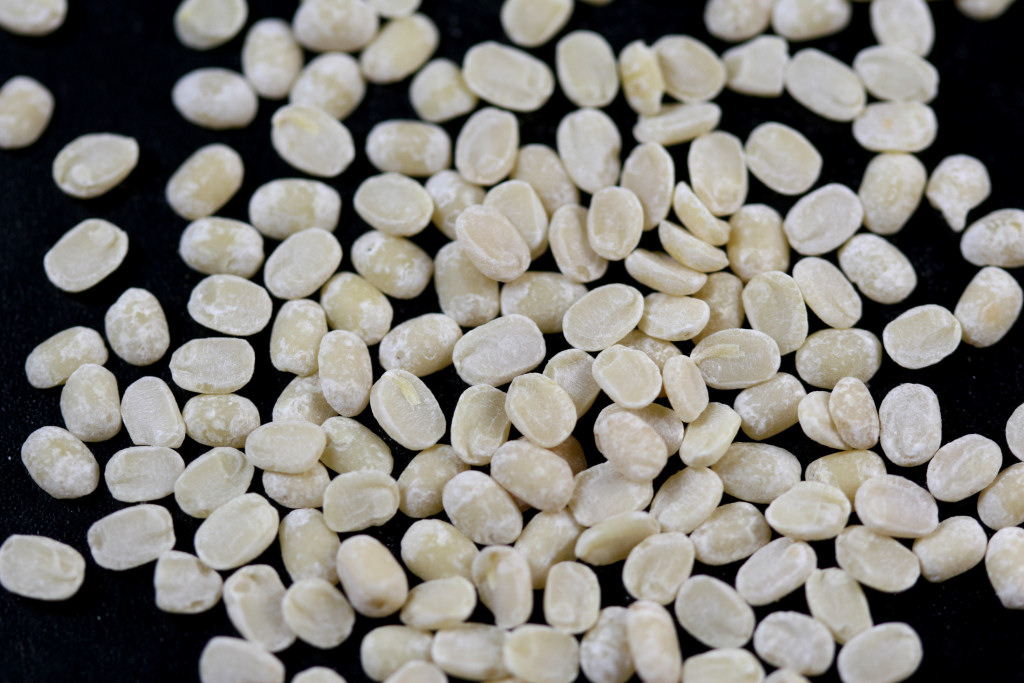
Đậu mười

Đậu mười hay đậu xanh bốn mùa, đậu muồng ăn (danh pháp: Vigna mungo là loài thực vật thuộc họ Đậu được trồng ở Nam Á. Có thể dùng nguyên quả hoặc dùng hạt. Cùng với đậu xanh, cây đậu mười từng được xếp vào chi Phaseolus nhưng hiện đã được chuyển sang chi Vigna. Từng có quan điểm cho rằng đậu mười và đậu xanh là cùng một loài.
Đậu mười được dùng làm cây thuốc ở Ấn Độ. Chất chiết từ cây đậu mười có hoạt tính immunostimolatory.

## Hình ảnh

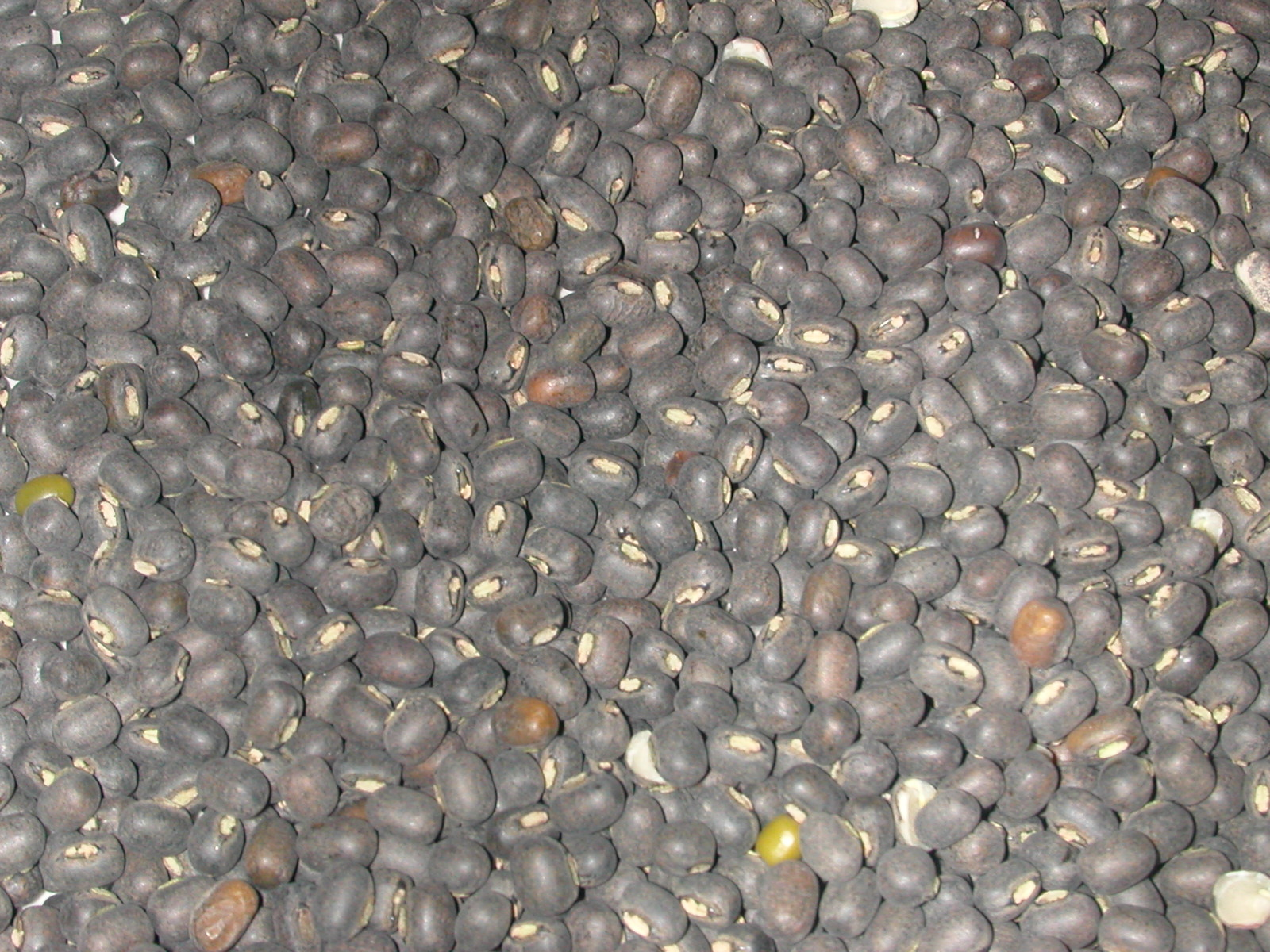
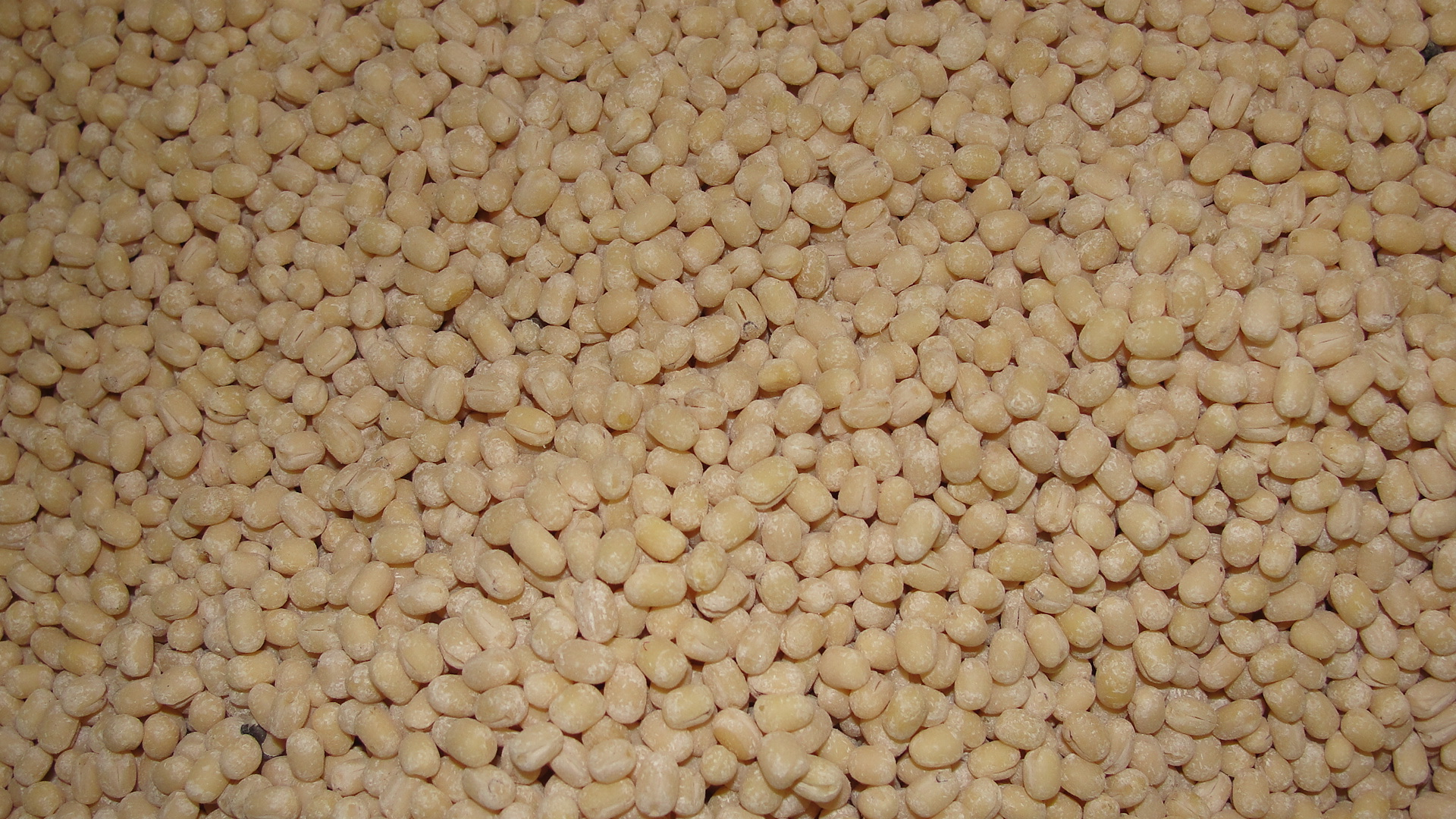
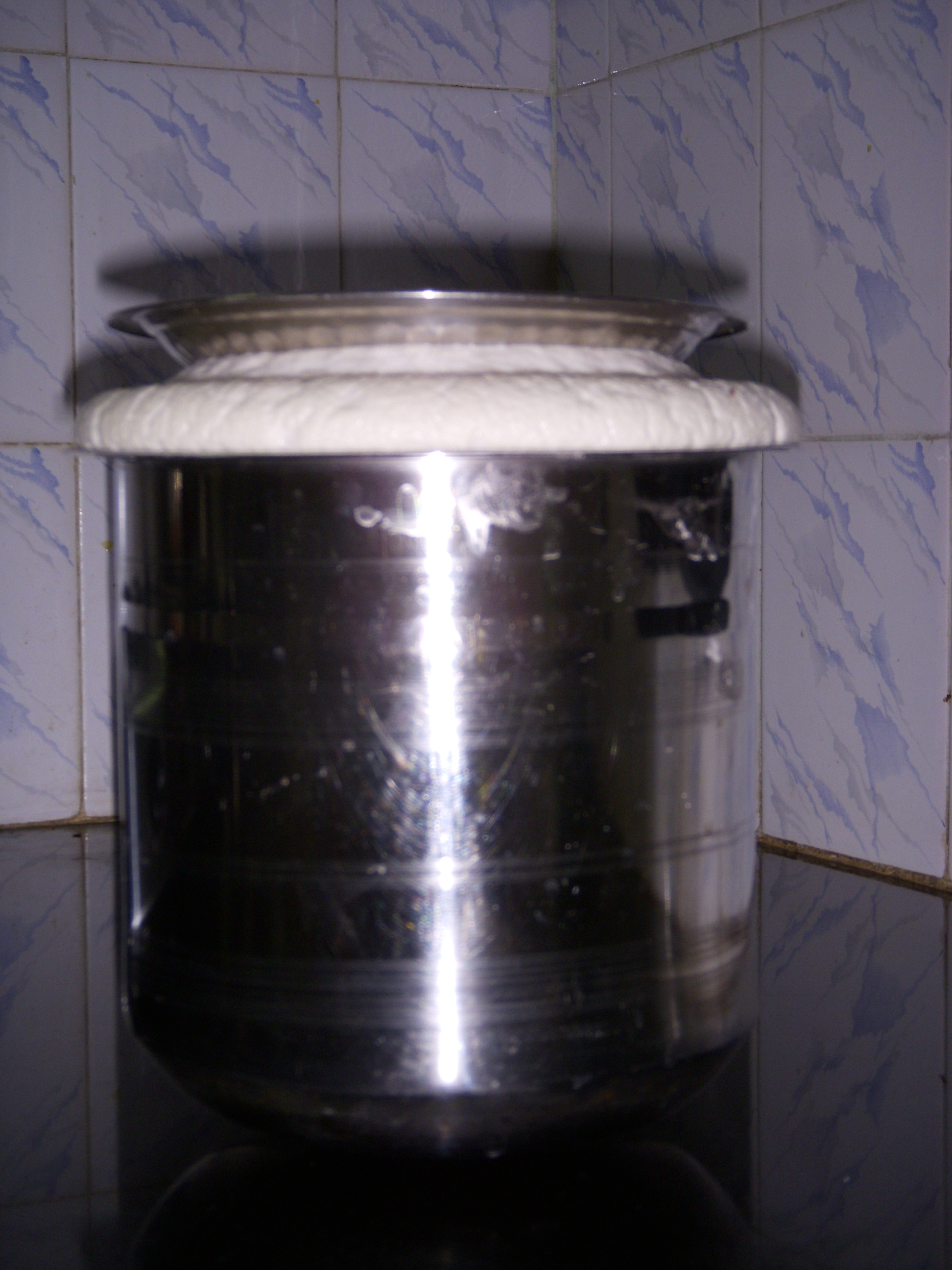
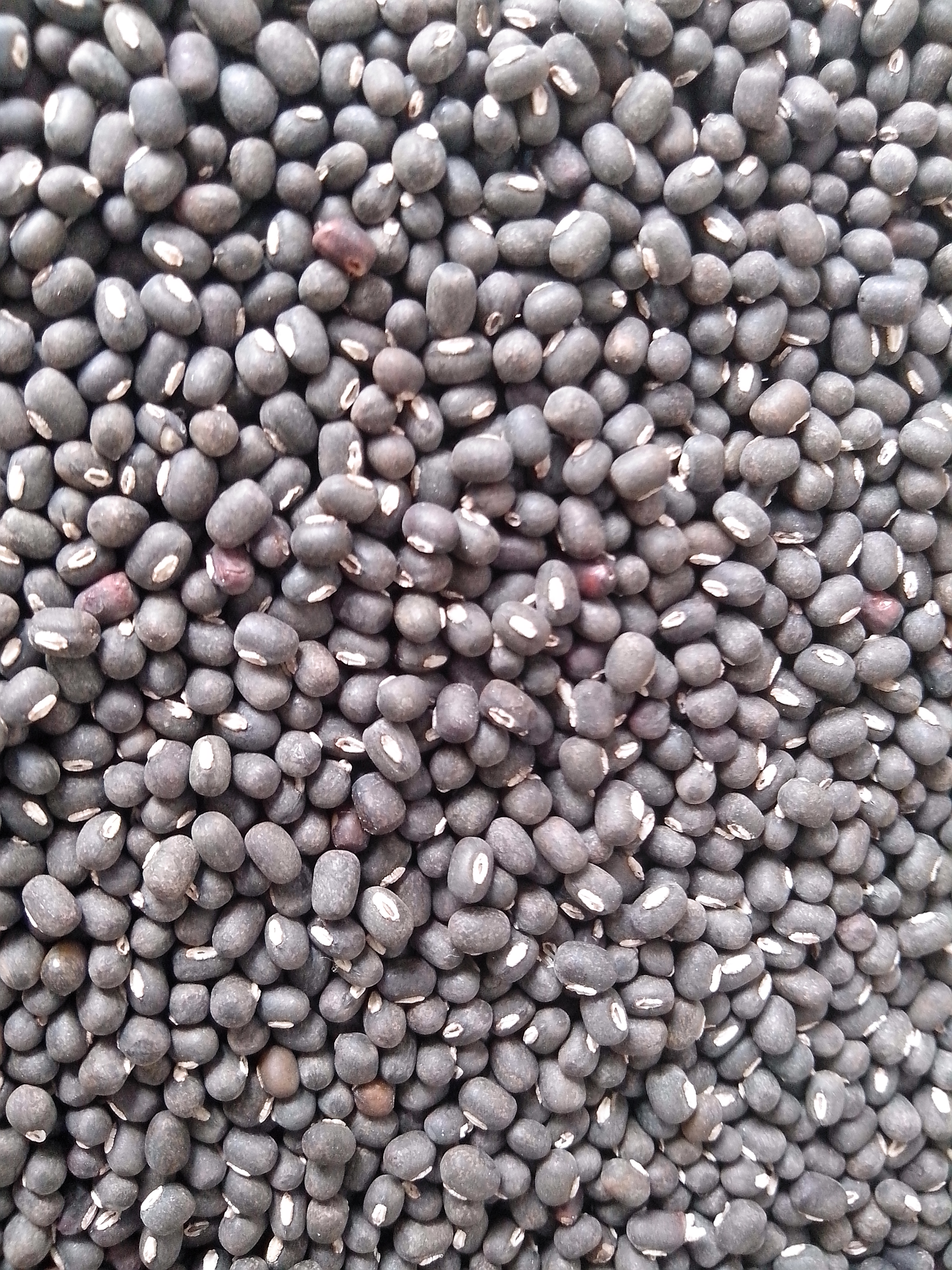